# Promised Land (Elvis Presley-album)
Promised Land är ett studioalbum av Elvis Presley från 1975.

## Om Albumet
Albumet spelades in i Stax studio i Memphis i december 1973. Albumet innehöll de återstående tio låtarna från denna session, emedan åtta av inspelningarna redan hade släppts på albumet Good Times året innan.
Albumet innehåller ett antal omtyckta sånger och albumet har setts som en uppsving i Elvis musikaliska svacka.

## Släpp och utmärkelser
Albumet släpptes i USA på Elvis Presleys 40-årsdag, den 8 januari 1975. Albumet nådde viss framgång när det släpptes och sålde dubbelt så mycket som de två tidigare albumen.
Albumet lyckades placera sig på plats 47 på Billboard 200-listan och nådde en förstaplats på Billboard Country Albums chart. Albumet nådde även en förstaplats på Country Cashbox albums chart

### Singlarna
Ett antal singlar släpptes från detta album. Två singlar med fyra av låtarna från albumet i samband med albumets release och en singel två år efter Elvis död.
| Titel                                                 | Lista              | Placering | År   |
| ----------------------------------------------------- | ------------------ | --------- | ---- |
| Promised Land                                         | Billboard 100      | 14        | 1974 |
| Promised Land                                         | Country Singles    | 9         | 1975 |
| If You Talk In Your Sleep                             | Billboard 100      | 17        | 1974 |
| If You Talk In Your Sleep                             | Country Singles    | 6         | 1974 |
| If You Talk In Your Sleep                             | Adult Contemporary | 6         | 1974 |
| Help Me                                               | Country Singles    | 6         | 1974 |
| It's Midnight                                         | Country Singles    | 9         | 1975 |
| There's A Honky Tonk Angel (Who Will Take Me Back In) | Country Singles    | 6         | 1979 |

## Låtlista
Sida 1:
| Nummer | Titel                                               |
| ------ | --------------------------------------------------- |
| 1      | Promised Land                                       |
| 2      | There's a Honky Tonk Angel (Who'll Take Me Back In) |
| 3      | Help Me                                             |
| 4      | Mr. Songman                                         |
| 5      | Love Song of the Year                               |

Sida 2:
| Nummer | Titel                               |
| ------ | ----------------------------------- |
| 1      | It's Midnight                       |
| 2      | Your Love's Been a Long Time Coming |
| 3      | If You Talk In Your Sleep           |
| 4      | Thinking About You                  |
| 5      | You Asked Me To                     |